# Maria Pierina De Micheli
A Beata Maria Pierina De Micheli (11 de setembro de 1890 - 26 de julho de 1945) foi uma religiosa católica romana nascida perto de Milão, na Itália. Ela é mais conhecida por sua associação com a Santa Face de Jesus (uma das devoções católicas) e por apresentar uma medalha com uma imagem do Sudário de Turim como parte dessa devoção.
Em abril de 2009, o Papa Bento XVI avançou seu processo de beatificação, reconhecendo formalmente um milagre atribuído a ela. Ela foi beatificada no domingo, 30 de maio de 2010, na Basílica de Santa Maria Maggiore, em Roma, pelo Arcebispo Angelo Amato, Prefeito da Congregação para as Causas dos Santos da Cúria Romana. Embora não tenha comparecido à Missa de beatificação, o Papa Bento XVI destacou sua "extraordinária devoção" a Santa Face de Cristo na audiência do Angelus no domingo seguinte.

## Primeiros anos
Ela nasceu Giuseppina De Micheli em Milão em 11 de setembro de 1890. Ela tinha conhecimento desde muito jovem da devoção ao Santa Face de Jesus, iniciada quase um século antes por uma freira carmelita francesa, Irmã Maria de São Pedro, de Tours, França. Giuseppina ingressou na Congregação das Filhas da Imaculada Conceição em outubro de 1913, e assumiu o nome de Irmã Maria Pierina em 16 de maio de 1914, data em que fez os votos. Ela foi então enviada para a casa-mãe em Buenos Aires, Argentina, onde permaneceu até 1921. Enquanto estava lá, seu apego à devoção à Santa Face ficou mais forte. Após seu retorno a Milão, ela acabou sendo eleita madre superiora de sua casa e começou a espalhar a devoção.

## Visões

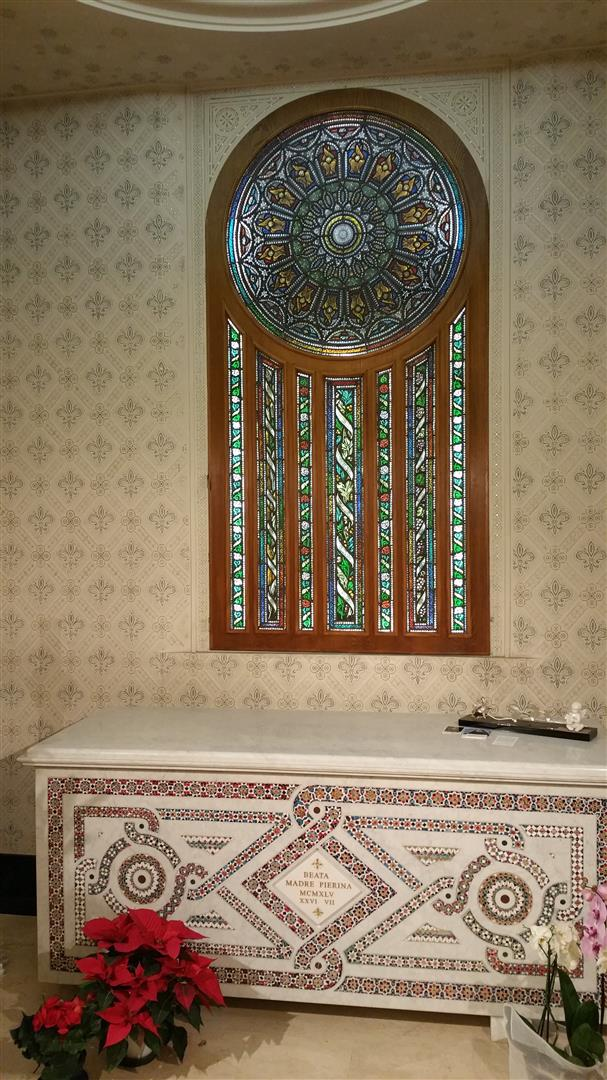
Túmulo da Bem-aventurada Irmã Maria Pierina de Micheli

Na primeira sexta-feira da Quaresma de 1936 ela relatou uma visão de Cristo na qual Jesus apareceu a ela e disse: “Desejo que o Meu Rosto, que reflete as dores íntimas do Meu Espírito, o sofrimento e o amor do Meu Coração, seja mais honrado. Quem medita em mim, me consola”. Outras visões relatadas de Jesus e Maria instaram a Irmã Maria Pierina a fazer uma medalha com a Santa Face de Jesus. Depois de algum esforço, conseguiu obter permissão para reproduzir a fotografia do Sudário de Turim e autorização da Cúria de Milão para prosseguir com a medalha em 1940. Isso ficou conhecido como a Medalha da Sagrada Face.
De um lado, a medalha traz uma réplica do Santo Sudário de Turim e uma inscrição baseada no Salmo 66: 2: "Illumina, Domine, vultum tuum super nos", i.e. “Queira, Senhor, a luz do Teu semblante brilhar sobre nós”. Do outro lado da medalha, há uma imagem de uma Hóstia radiante, o monograma do Santo Nome (" IHS "), e a inscrição "Mane nobiscum, Domine", ou seja, “Fica conosco, Senhor” .

## Aprovação da Medalha da Sagrada Face
A primeira medalha da Santa Face foi oferecida ao Papa Pio XII que aprovou a devoção e a medalha. Ela também havia relatado que Jesus queria uma festa especial na véspera da quarta-feira de cinzas em homenagem ao seu rosto sagrado, a ser precedida por uma novena (9 dias) de orações. Em 1958, o Papa Pio XII declarou a Festa da Sagrada Face de Jesus na terça-feira gorda (a terça-feira antes da quarta-feira de cinzas) para todos os católicos romanos.

## Anos finais
Em 1941 ela escreveu em seu diário: “Sinto um desejo profundo de viver sempre unida a Jesus, de amá-lo intensamente porque minha morte só pode ser um transporte de amor com meu Esposo, Jesus”. Irmã Maria Pierina morreu em 26 de julho de 1945 em Milão. Seus restos mortais estão localizados no Instituto do Espírito Santo, em Roma.